# Andrés Matonte
Andrés Matías Matonte Cabrera (* 30. März 1988) ist ein uruguayischer Fußballschiedsrichter. Seit 2019 steht er auf der FIFA-Liste.

## Werdegang
Matonte, der von Beruf Sportlehrer ist, leitet seit 2017 Spiele in der ersten uruguayischen Liga. Zu den Höhepunkten seiner nationalen Laufbahn zählt unter anderem das Finale um den Uruguayischen Supercup 2022 zwischen Peñarol und Plaza Colonia (1:0 n. V.). Zudem leitete er bisher dreimal (Stand: August 2022) den uruguayischen Clásico zwischen Peñarol und deren ewigem Rivalen Nacional.
Seit 2019 steht er auch auf der FIFA-Liste. Sein erster internationaler Einsatz erfolgte bei der U-17-Fußball-Südamerikameisterschaft 2019 bei der Vorrundenbegegnung zwischen Bolivien und Venezuela. Sein Debüt im internationalen Herrenbereich folgte im Herbst 2020 bei einer Zweitrundenpartie der Copa Sudamericana zwischen Sportivo Luqueño und CSD Defensa y Justicia. Bereits ein Jahr später wurde er mit der Leitung des Endspiels in diesem Wettbewerb betraut, in einem rein brasilianischen Duell setzte sich Athletico Paranaense mit 1:0 gegen Red Bull Bragantino durch. Auch im zweiten südamerikanischen internationalen Vereinswettbewerb, der Copa Libertadores, kommt Matonte regelmäßig zum Einsatz.
Ende 2021 wurde er in das Schiedsrichteraufgebot des FIFA-Arabien-Pokals, dem offiziellen Vorbereitungsturnier für die Fußball-Weltmeisterschaft 2022 in Katar berufen und leitete dort drei Spiele, darunter ein Viertelfinale. Daraufhin nominierte ihn die FIFA auch für die 36 Hauptschiedsrichter umfassende Spieloffiziellenliste für das WM-Endturnier. Dabei erhielt Matonte etwas überraschend den Vorzug vor seinen erfahreneren Landsmännern Andrés Cunha, Leodán González (als Video-Assistent nominiert) und Esteban Ostojich. Als Schiedsrichterassistenten begleiteten ihn Martín Soppi und Nicolás Tarán. Nach einer Spielleitung in der Gruppenphase und vier weiteren Einsätzen als Vierter Offizieller gehörte Matonte zu den Schiedsrichtern, die mit ihrem Gespann durch die FIFA nach dem Achtelfinale vom Turnier entlassen wurden.
Anfang 2023 vertrat er den südamerikanischen Fußballverband bei der FIFA-Klub-Weltmeisterschaft 2022 in Marokko.

## Besondere Einsätze

### Beim FIFA-Arabien-Pokal 2021
| Phase         | Datum         | Spielort | Heimmannschaft | Gastmannschaft     | Ergebnis  |
| ------------- | ------------- | -------- | -------------- | ------------------ | --------- |
| Gruppenphase  | 3. Dez. 2021  | Doha     | Mauretanien    | Ver. Arab. Emirate | 0:1 (0:0) |
| Gruppenphase  | 7. Dez. 2021  | Doha     | Marokko        | Saudi-Arabien      | 1:0 (1:0) |
| Viertelfinale | 10. Dez. 2021 | al-Chaur | Katar          | Ver. Arab. Emirate | 5:0 (5:0) |

### Bei der Fußball-Weltmeisterschaft 2022
| Phase        | Datum         | Spielort  | Heimmannschaft | Gastmannschaft | Ergebnis  |
| ------------ | ------------- | --------- | -------------- | -------------- | --------- |
| Gruppenphase | 27. Nov. 2022 | ar-Rayyan | Kroatien       | Kanada         | 4:1 (2:1) |